# Ercolano
Ercolano es un municipio italiano localizado en la ciudad metropolitana de Nápoles, región de Campania. Cuenta con 53 112 habitantes en 19,89 km².
El territorio municipal contiene la frazione (subdivisión) de San Vito del Vesuvio. Limita con los municipios de Boscotrecase, Massa di Somma, Ottaviano, Pollena Trocchia, Portici, San Giorgio a Cremano, San Sebastiano al Vesuvio, Sant'Anastasia, Somma Vesuviana, Torre del Greco y Trecase.
La zona arqueológica de Herculano es un lugar Patrimonio de la Humanidad declarado por la Unesco desde 1997. Además, alberga el tramo inicial del Miglio d'oro, con espléndidas villas vesubianas del siglo XVIII.
Su área municipal está situada en el parque nacional del Vesubio.

## Historia
Para la antigua ciudad romana véase Herculano.
Ercolano (llamada Herculaneum hasta el 79, y Resina hasta 1969) fue muy probablemente fundada por los Oscos, una tribu itálica del siglo VIII a. C., y posteriormente pasó a estar bajo dominio etrusco y samnita. Ya bajo control de los romanos, la ciudad era una destacada villa marina donde algunas de las familias más ricas de ciudadanos romanos pasaban sus vacaciones de verano.  Luego de la erupción del Vesubio en el año 79, la ciudad fue abandonada y permaneció deshabitada por unos 1000 años.  A diferencia de los pobladores de su vecina Pompeya que murieron sepultados por cenizas incandescentes en la erupción del Vesubio, los ciudadanos de Herculano fueron sofocados por una nube de gases tóxicos. El pueblo fue en parte sepultado por barro caliente.

## Renacimiento del pueblo
Los primeros registros de rehabilitación de la zona son del año 1000, indicando que el santuario llamado Castel di Resina, uno de los más visitados de la región de Campania, se encontraba ubicado en una colina de esa zona.  Fue nombrada con el nombre del dios griego Hércules. Gran parte del área se repobló durante los siguientes 500 años, fundándose el pueblo de Resina, en honor al antiguo santuario, sus casas estaban construidas sobre las antiguas ruinas de Herculano.  En 1709, las viejas ruinas que se remontaban a la erupción del año 79 fueron descubiertas junto con las de Pompeya.  Desde entonces, Herculano ha sido excavado en su gran mayoría, recuperando las riquezas arqueológicas y moldes de los cuerpos de sus habitantes.  Posteriormente, el pueblo de Resina fue parte del Reino de las Dos Sicilias (considerándosele un suburbio de la ciudad de Nápoles), hasta la Unificación Italiana en 1861. En 1969 el pueblo de Resina cambió su nombre a "Ercolano" (Herculano escrito en idioma italiano actual), en honor a la antigua ciudad.

## Actualidad
La actual Ercolano es el punto de partida para las excursiones de ascenso en buses al volcán Vesubio y obviamente para las excavaciones de la antigua Herculano. La ciudad manufactura artículos de cuero, botones, cristales. También se produce un vino denominado Lacrima Christi (Lágrimas de Cristo). Su población actual según censo de 2016 es de alrededor de 53.000 habitantes.

## Demografía
| Gráfica de evolución demográfica de Ercolano entre 1861 y 2011 |
|                                                                |
| Fuente ISTAT - elaboración gráfica de Wikipedia                |

## Galería de imágenes

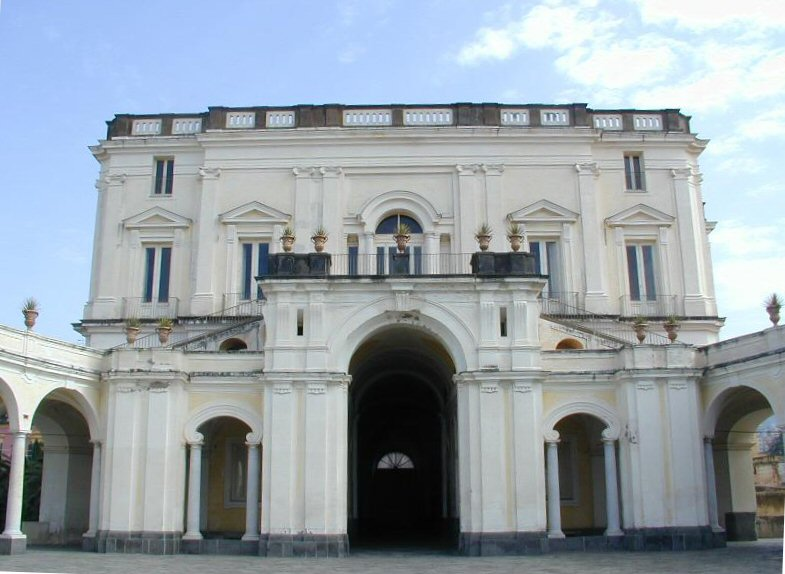
Villa Campolieto.
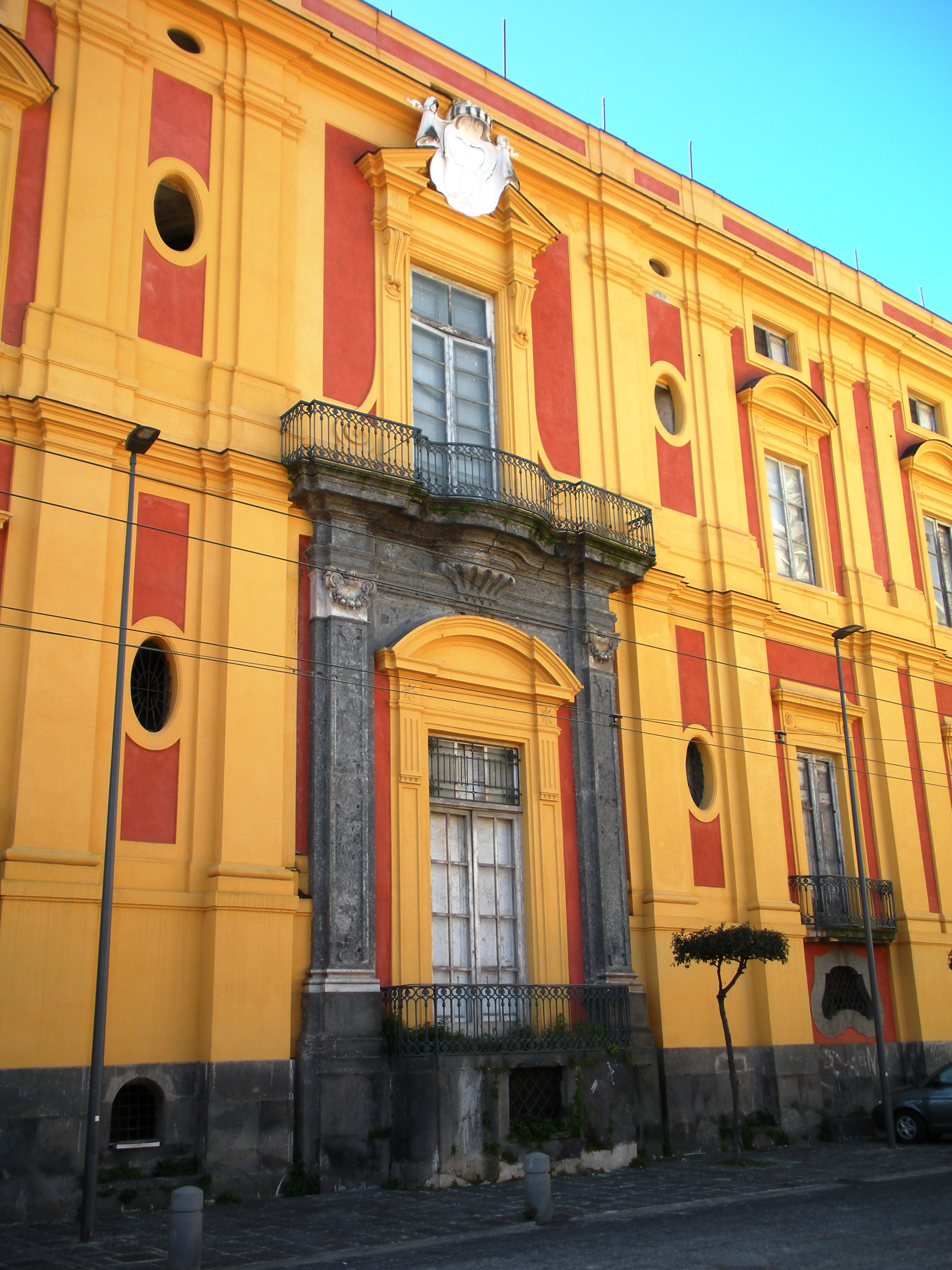
Villa Reale della Favorita.
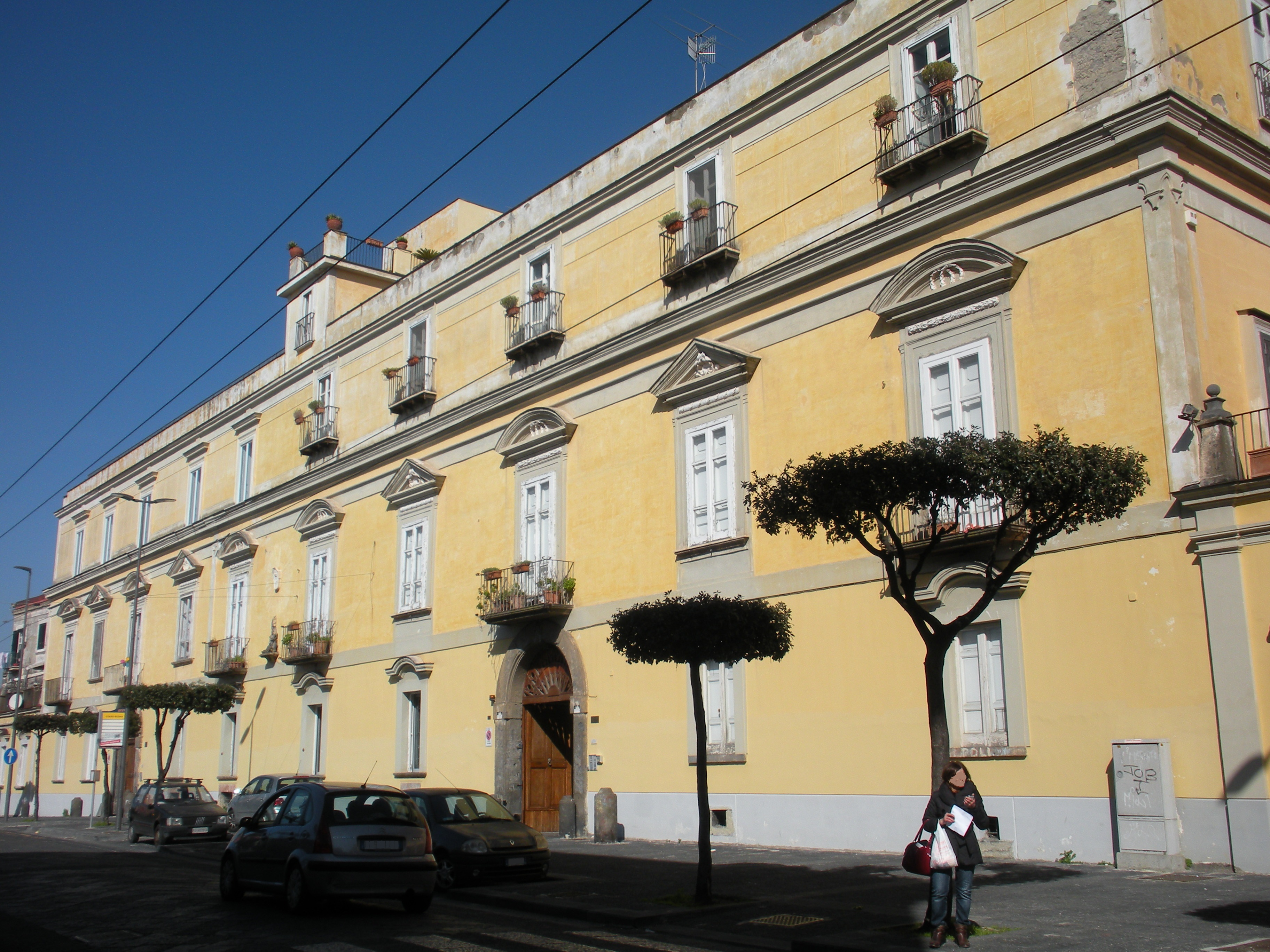
Villa Durante.
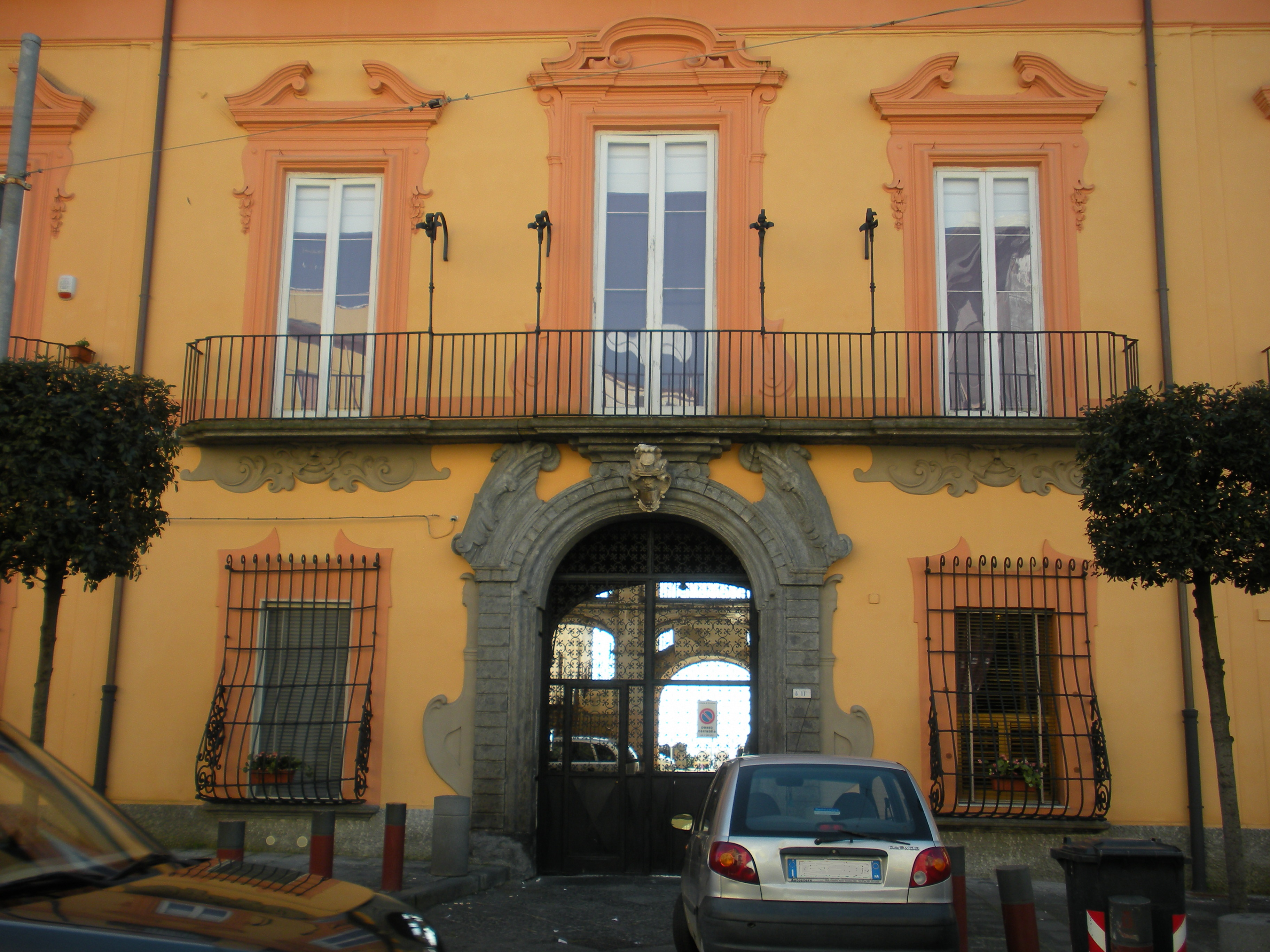
Villa Granito di Belmonte.
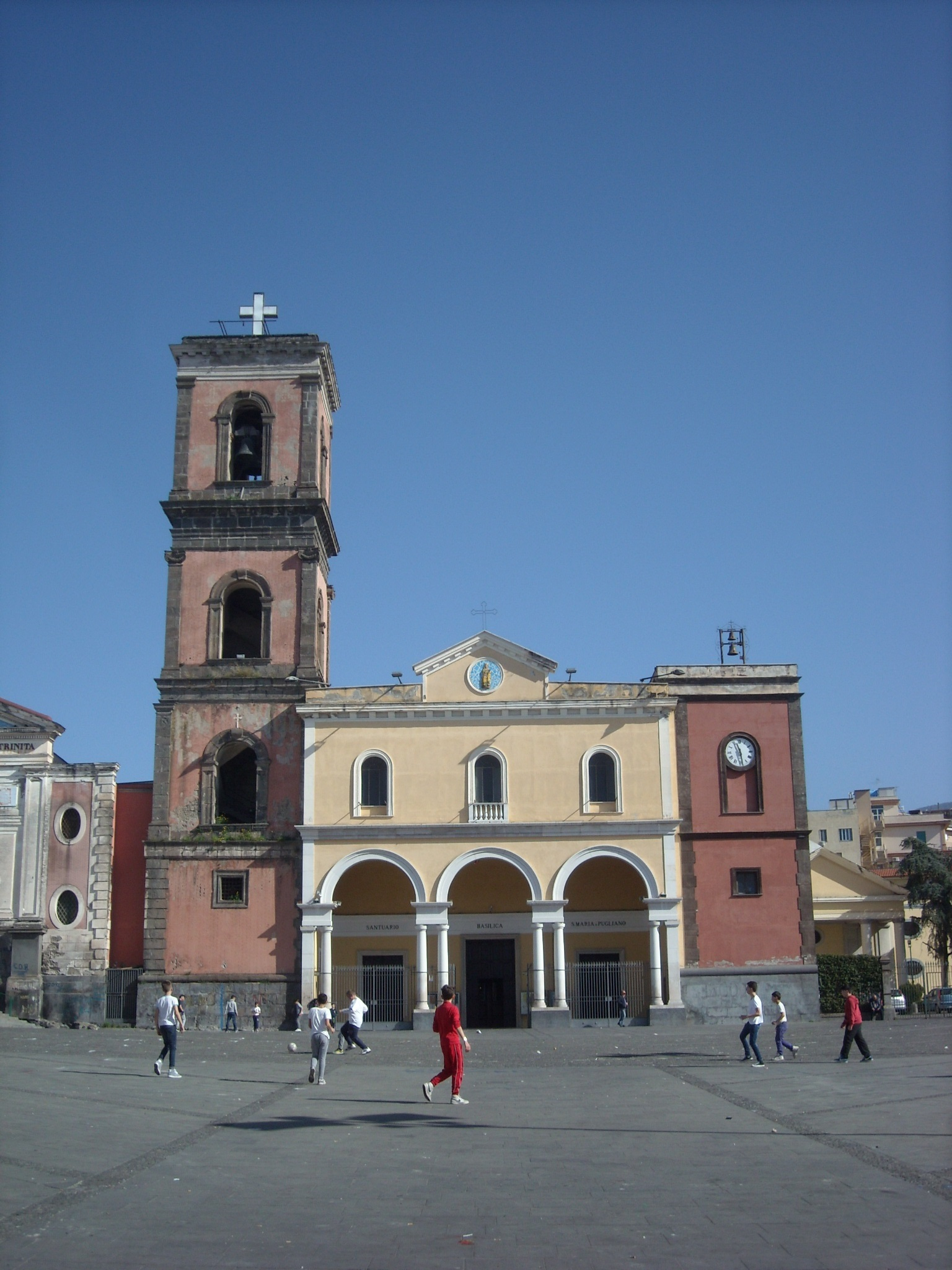
Basílica de Santa María en Pugliano.
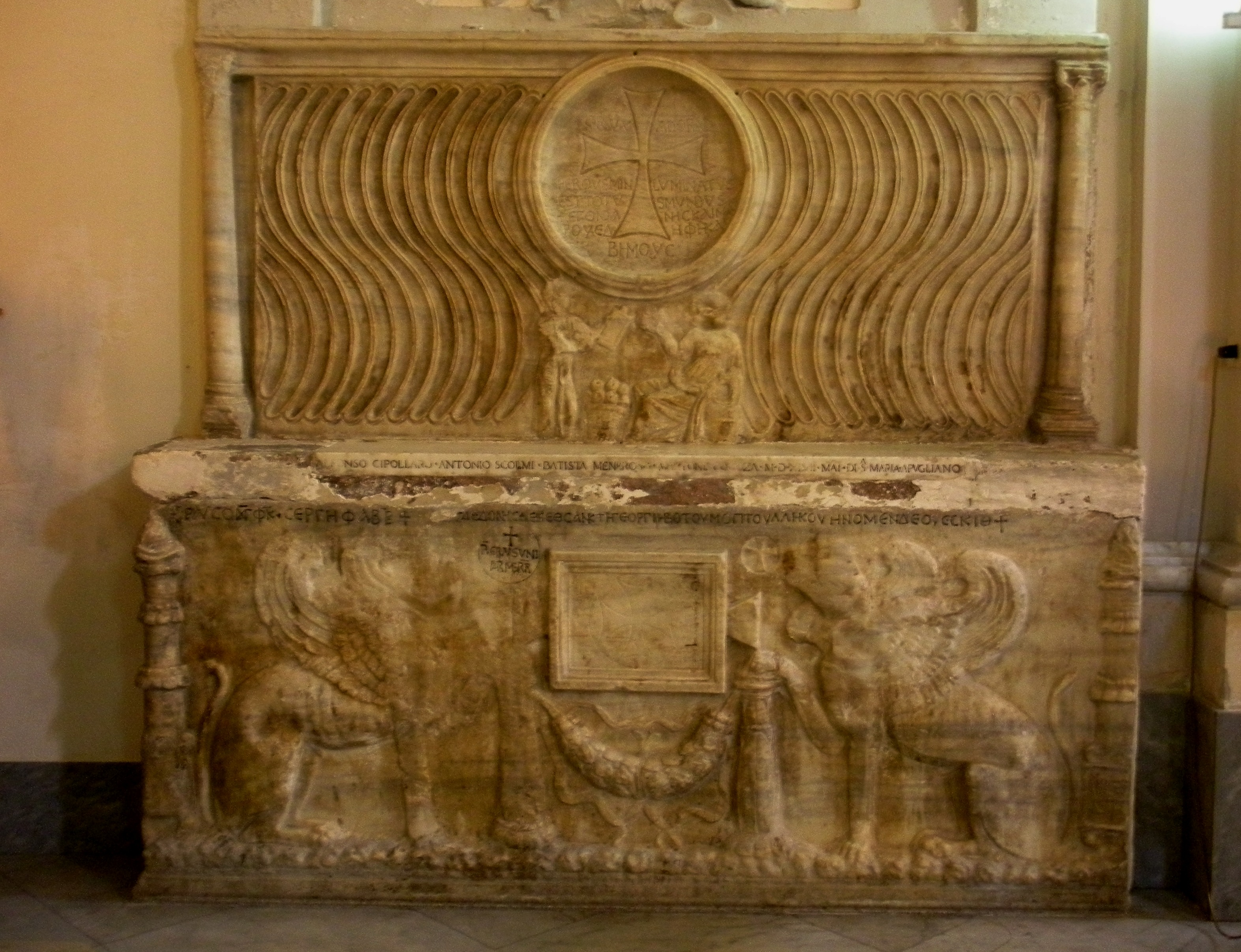
Sarcófagos del siglo II y IV en la Basílica de Pugliano.
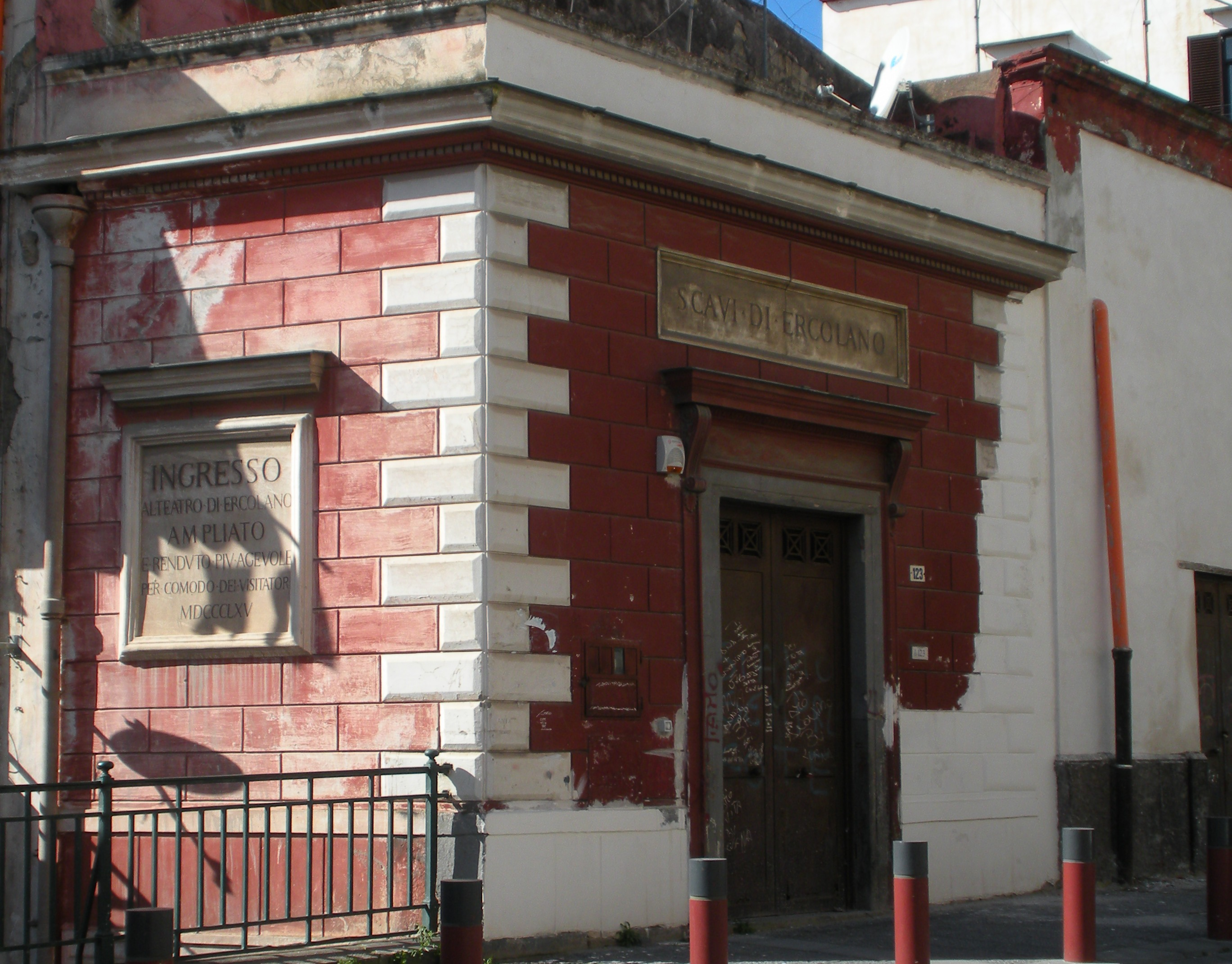
La antigua entrada al Teatro Subterráneo.
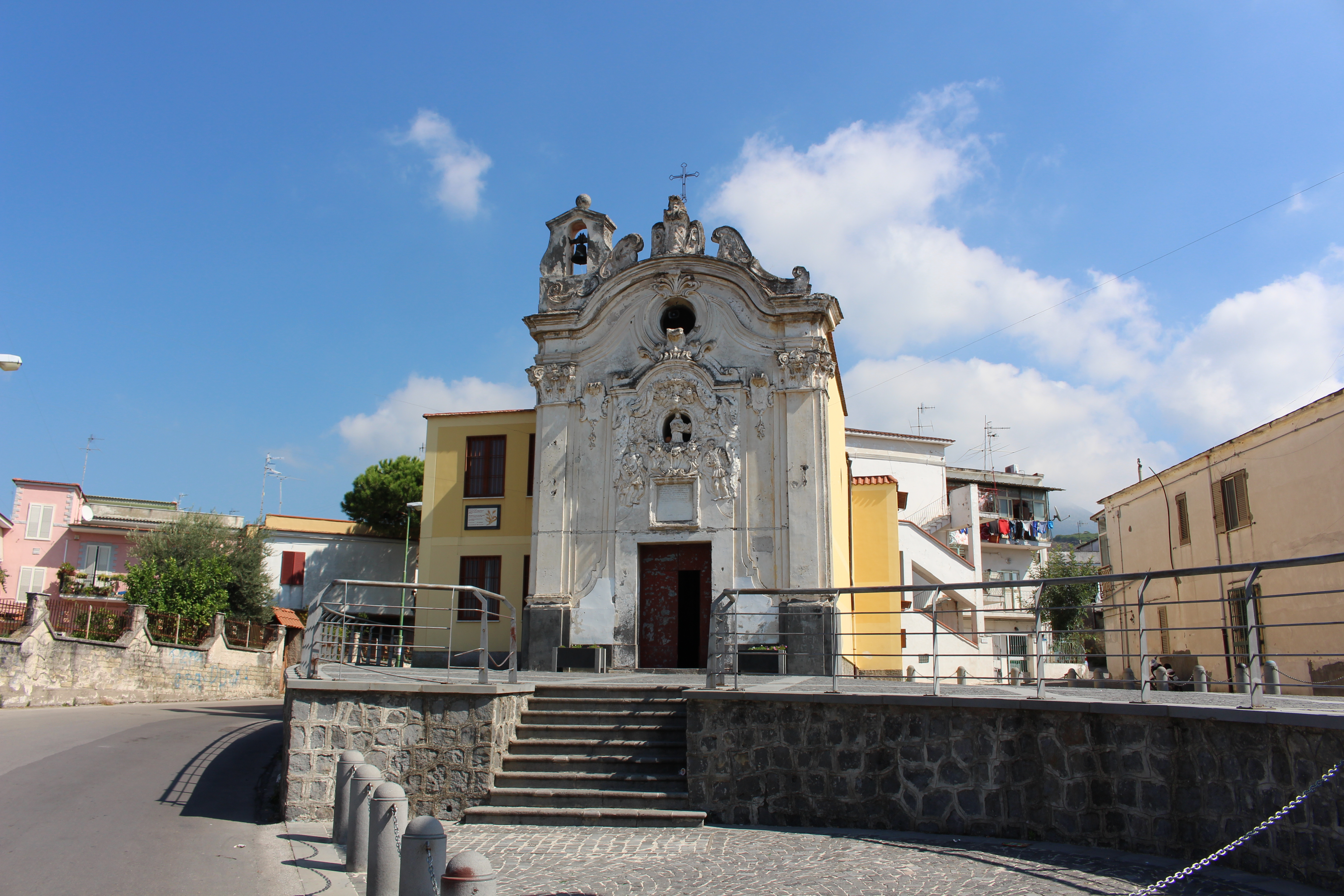
San Vito.
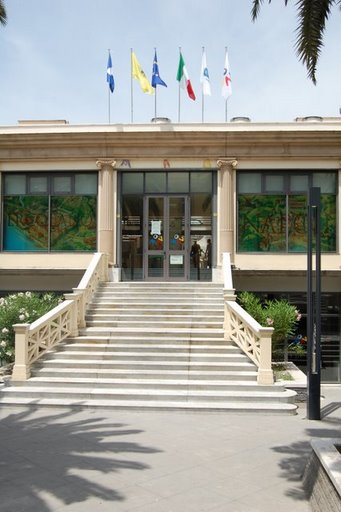
Museo Arqueológico Virtual.
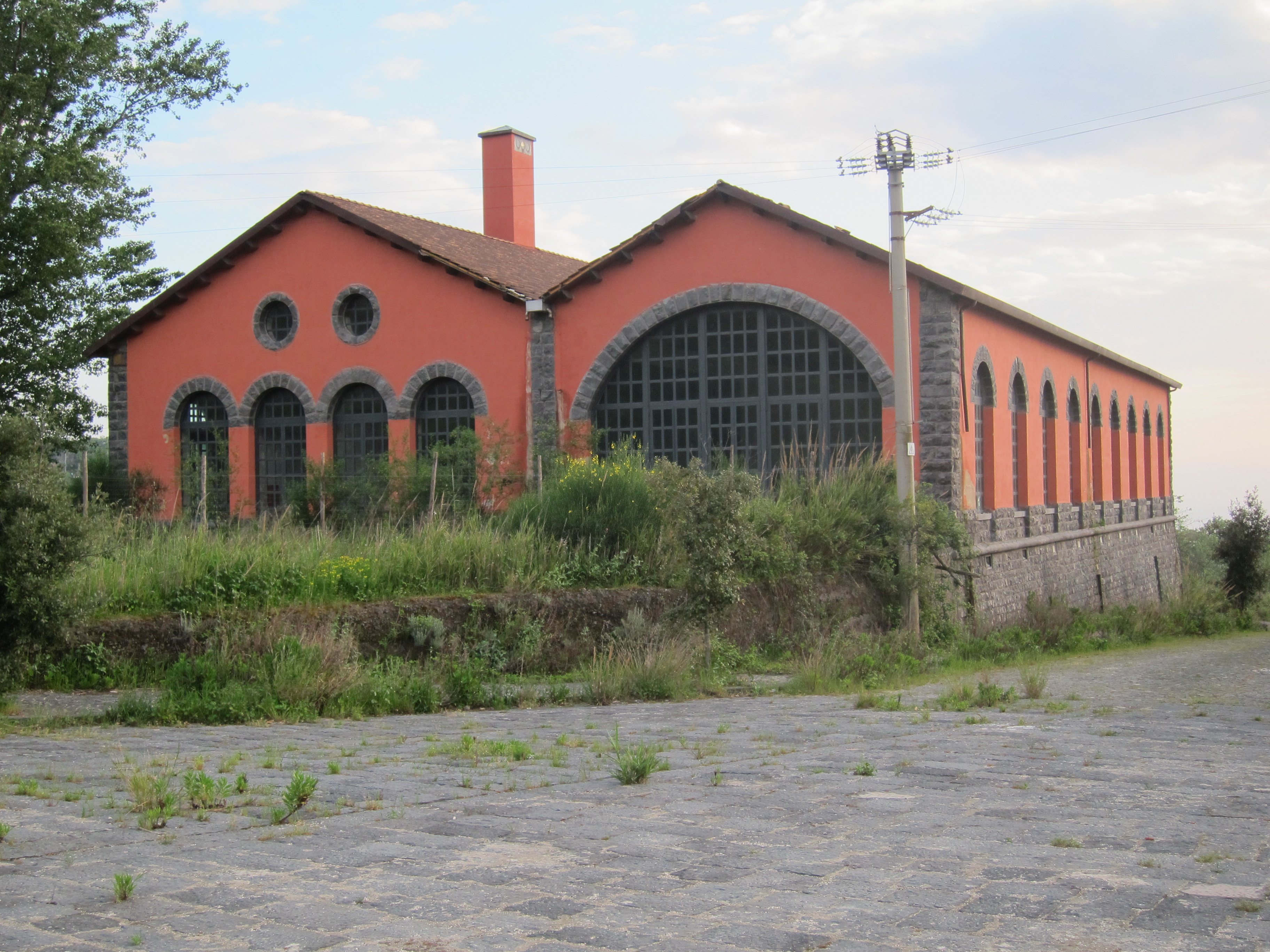
Antigua Estación Cook.